# Renato Ibarra
Alex Renato Ibarra Mina (* 20. Januar 1991 in Ambuquí) ist ein ecuadorianischer Fußballspieler.

## Karriere

### Verein
Ibarra wechselte 2009 aus der Jugend zu den Profis von CD El Nacional. Er spielte zwei Jahre in seiner Heimat. Im Sommer 2011 wechselte er nach Europa zum niederländischen Erstligisten nach Arnheim. Sein Debüt in der Eredivisie, der höchsten Liga in den Niederlanden, gab er 27. November 2011, dem 14. Spieltag. Beim 0:0 gegen den FC Twente Enschede stand er in der Startelf und wurde in der 83. Minute für Nicky Hofs ausgewechselt. Bis zu seinem Abgang im Sommer 2016, absolvierte er 122 Ligaspiele für Arnheim. 
Am 1. Juli 2016 wechselte Ibarra nach Mexiko zum Club América. Sein Debüt in der Liga MX der höchsten mexikanischen Liga gab er am 17. Juli 2016, dem 1. Spieltag. Beim 2:0-Erfolg über Chiapas FC, stand er über 90. Minuten auf dem Platz. Im Dezember nahm er mit Club América an der FIFA-Klub-Weltmeisterschaft teil. Dort belegte der Club am Ende den 4. Platz. Ibarra kam lediglich im Halbfinale gegen Real Madrid zum Einsatz. Bei dieser 0:2-Niederlage wurde er nach 62 Minuten für Carlos Darwin Quintero ausgewechselt.

### Nationalmannschaft
Ibarra machte bei der U-20-Fußball-Weltmeisterschaft 2011 auf sich aufmerksam. Ecuador erreichte das Achtelfinale. Für die A-Nationalmannschaft debütierte er am 20. April 2011 bei einem Freundschaftsspiel gegen Argentinien. Bei der Fußball-Weltmeisterschaft 2014 gehörte Ibarra zum 23-Aufgebot von Ecuador. Er kam beim dritten und letzten Gruppenspiel gegen Frankreich zum Einsatz. In der 63. Minute kam Ibarra für Jefferson Montero ins Spiel. Die Partie endete 0:0 und damit schied er mit Ecuador bereits in der Vorrunde aus.

## Erfolge
LDU Quito
- Copa Sudamericana: 2023

## Sonstiges
Sein jüngerer Bruder Romario Ibarra (* 1994), ist ebenfalls Fußballspieler, der in seinem Heimatland, aber auch in den USA und in Mexiko spielte.